# Hatuhein
Hatuhein ist ein osttimoresischer Ort im Suco Seloi Malere (Verwaltungsamt Aileu, Gemeinde Aileu).

## Geographie
Das Dorf Hatuhein liegt an der Westgrenze der Aldeia Maurusa auf einer Meereshöhe von 1137 m. Durch den Ort führt eine Straße, die die gesamte Aldeia im Zentrum durchquert. Die Häuser von Hatuhein reihen sich verstreut an diese Straße, beziehungsweise liegen in unmittelbarer Nähe zu dieser. Östlich des Zentrums der Aldeia beginnen die Gebäude, die zum Dorf Maurusa gerechnet werden. Dort befinden sich Einrichtungen, wie ein Hospital und eine Grundschule.
Gleich hinter der Grenze im Westen zum Suco Hoholau liegt das Dorf Acolimamate (Aldeia Mau-Uluria).